# マルガレーテ・フォン・ルクセンブルク (ハンガリー王妃)
マルガレーテ・フォン・ルクセンブルク（独：Margarethe von Luxemburg）またはマルガレーテ・フォン・ベーメン（同：Margarethe von Böhmen, 1335年5月24日 - 1349年9月7日）は、ハンガリー王ラヨシュ1世（後にポーランド王を兼ねる）の最初の妃。ハンガリー名はマルギト（Luxemburgi Margit）。神聖ローマ皇帝兼ボヘミア王カール4世と最初の妃ブランシュ・ド・ヴァロワ（フランス王フィリップ6世の異母妹）の長女。なお、死後に同名の異母妹（en, 1373年 - 1410年）が父カールと4番目の妻エリーザベトとの間に生まれている。また、ラヨシュ1世の父カーロイ1世の2番目の王妃ベアトリクスは大叔母に当たる（ラヨシュ1世の母は3番目の王妃エルジェーベトである）。

## 生涯
1342年に幼くしてラヨシュ1世と結婚した。1349年に14歳の若さで早世し、ラヨシュとの間に子供は生まれなかった。のち、1353年にラヨシュはボスニア太守の娘エリザベタ・コトロマニッチと再婚し、マーリア（ハンガリー女王）とヤドヴィガ（ポーランド女王）をもうけた。マーリアと結婚してハンガリー王となったジギスムントはマルガレーテの異母弟である。